# 天津市药品监督管理局
天津市药品监督管理局是中华人民共和国天津市人民政府主管天津全市药品、保健品、化妆品的综合监督和安全管理以及负责全市药品监督管理的部门管理机构，现由天津市市场监督管理委员会管理。

## 内设机构
- 办公室
- 政策法规处
- 餐飲服務監管處
- 保健食品化妝品監管處
- 药品注册处
- 药品安全监管处
- 醫療器材監管處
- 藥品流通監管處
- 綜合審批辦
- 计划财务处
- 人事處（老幹部處）
- 直屬機關黨委（局聯合工會）
- 稽查處
- 監察室

## 直属单位
- 天津市药品监督稽查执法大队
- 天津市药监局人才服务中心
- 天津市药品检验所
- 天津市医疗器械质量监督检验中心
- 天津市药品监督管理局认证中心
- 天津市药品监督管理局审评中心
- 天津市药品不良反应监测中心
- 天津市食品药品监督管理局信息中心
- 天津市医疗器械技术审评中心[1]

## 区县分局
- 塘沽分局
- 汉沽分局
- 大港分局
- 东丽分局
- 西青分局
- 津南分局
- 北辰分局
- 武清分局
- 宝坻分局
- 蓟县分局
- 宁河分局
- 静海分局
- 开发区分局
- 保税区分局
- 直属分局[2]